# Río Chaihuiri
El río Chaihuiri, también conocido como río Aucanquilcha es un curso natural de agua en la región de los Andes del norte de Chile. Nace en las laderas noroeste del Volcán Aucanquilcha y fluye hacia el noroeste en la Región de Antofagasta por un cajón con abundante pasto y leña hasta la confluencia con el río Cacisca dando origen al río Chela. 
Su curso constituye un surco de lava de gran tamaño durante una de los estadios más antiguos de la formación del volcán, conocido como Dacita Chuao, con un drenaje volcánico de aproximadamente 9 kilómetros (5,6 mi), uno de los coulee de mayor tamaño en el mundo.

## Caudal y régimen
El río Chaihuiri entrega al río Chela 70 l/s de caudal provenientes del Volcán Aucanquilcha al igual que el río Cacisca.: 125 

## Historia
Luis Risopatrón lo describe en su Diccionario Jeográfico de Chile en 1924 sobre el cerro en donde se origina el río:: 238 
Challhuiri (Cerro) 21° 17’ 68° 32'. Se levanta a 5 090 m de altitud, al SW del cerro Aucanquilcha, en los oríjenes de la quebrada de Chela. 131; i 156.